# Nicarete perrieri
Nicarete perrieri är en skalbaggsart. Nicarete perrieri ingår i släktet Nicarete och familjen långhorningar.

## Underarter
Arten delas in i följande underarter:
- N. p. perrieri
- N. p. continentalis